# Adobe Creative Cloud
Adobe Creative Cloud (CC) es un servicio de Adobe que da a los usuarios acceso a los programas de diseño gráfico, edición de video, diseño web y servicios en la nube.
Adobe CC trabaja a partir de un modelo de software como servicio, donde los consumidores no poseen el software, pero lo adquieren por una suscripción. Cuando la suscripción termina y no se renueva, el usuario pierde el acceso a las aplicaciones así como al trabajo guardado en formatos propietarios que no puede ser usado en aplicaciones de la competencia.
Adobe anunció por primera vez Creative Cloud en octubre de 2011. Inicialmente, mantuvieron el modelo de licencia perpetua y lanzaron otra versión de Adobe Creative Suite (CS) al año siguiente. El 6 de mayo de 2013, Adobe anunció que no lanzarían versiones nuevas de Creative Suite y que «todo» software futuro  solamente podría ser adquirido por medio de Creative Cloud. Las primeras versiones nuevas que se hicieron solo para Creative Cloud fueron lanzadas el 17 de junio de 2013.
Cuando se compra Creative Cloud, se debe usar el instalador de Adobe que descarga de internet las apps deseadas, este instalador también verifica las licencias de protección anti-copia; esta verificación se realiza obligatoriamente al iniciar una app Creative Cloud. Cada 30 días se hace un análisis general para buscar modificaciones o hacks en los archivos locales, durante este proceso las apps de Adobe no se pueden usar. Sin embargo y bien para sorpresa de muchos, 24 horas después del lanzamiento de CC, el software ya estaba en diversos sitios de warez, demostrando que esta protección anticopia fue ineficaz para detener su piratería.
El 4 de octubre de 2013, la red servicios Creative Cloud fue víctima de un ataque sofisticado  informático donde se sustrajeron los datos de 38 millones  de clientes, números de tarjetas de crédito o débito y fechas de expiración de las mismas. Este ataque también robó el código fuente de las apps Creative Cloud

## Aplicaciones
Adobe Creative Cloud, retoma las funciones de la edición avanzada de fotografías de su predecesor, también incluye algunas nuevas funciones, la más importante es la habilidad instantánea de actualizaciones que fue también mejorado por profesionales. 

## Aplicaciones de Escritorio (Windows y MacOS)

### Aplicaciones descontinuadas
- Encore
- Flash Professional (Ahora conocido como Animate)
- Fireworks
- Muse
- Edge Animate
- Edge Reflow
- Edge Inspect
- Edge Code
- Dimension
- Story
- SpeedGrade
- Prelude
- Fuse

### Aplicaciones actuales
- After Effects
- Animate (Antes conocido como Flash Professional)
- Audition
- Dreamweaver
- Color
- Illustrator
- InCopy
- InDesign
- Photoshop
- Photoshop Lightroom (Lightroom Classic)
- Premiere Pro
- Premiere Rush
- Adobe Fresco
- XD
- Bridge

## Aplicaciones móviles
- Lightroom Photo & Video Editor (Android)
- Illustator Ipad (Ipad)

## Servicios y Apps Web
- Photoshop Express (App Android y PC)
- Lightroom Web
- Creative Cloud Express (Windows App)
- Adobe Spark
- Portfolio
- Stock
- Behance